# Feist (cantante)
Feist o Bitch Lap Lap, pseudonimo di Leslie Feist (Amherst, 13 febbraio 1976), è una cantautrice canadese.
È attiva come membro del gruppo indie rock Broken Social Scene, mentre nel 1999 ha esordito da solista con l'album Monarch (Lay Your Jewelled Head Down)

## Biografia

### Esordi
Feist è nata ad Amherst ed i suoi genitori sono entrambi artisti: suo padre Harol (statunitense) è un pittore espressionista, mentre sua madre Lyn si occupa di ceramiche. Leslie trascorre l'infanzia e l'adolescenza a Sackville, nel Nuovo Brunswick ma, dopo il divorzio dei suoi genitori, Leslie si trasferisce con la madre a Regina e poi a Calgary. Qui, all'età di 12 anni, è una dei ballerini che prendono parte alla cerimonia di apertura dei XV Giochi olimpici invernali.
All'età di 15 anni, nel 1991, si era già approcciata alla musica come cantante in un gruppo musicale punk canadese chiamato Placebo (omonimo del gruppo inglese più famoso), con cui vinse un concorso locale per diventare band di apertura dei concerti dei Ramones. In un suo concerto del 1993 incontra per la prima volta Brendan Canning (hHead). Nel 1996 si trasferisce a Toronto e suona il basso nel progetto di Noah Mintz (hHead).
Dopo circa cinque anni trascorsi nella formazione dei Placebo e nella collaborazione con gli hHead, nel 1998 Feist inizia a collaborare come chitarrista dei By Divine Right.
Nel 1999 lavora con la connazionale Merril Nisker, ossia Peaches. Le due artiste affrontano un tour insieme in Inghilterra nel periodo 1999-2000. Feist inoltre partecipa all'album The Teachers of Peaches (2000) e al video di Lovertits. Successivamente farà una cover di quest'ultimo brano insieme a Gonzales.
Grazie ai sussidi del governo canadese, sempre nel 1999, incide e pubblica il suo primo album, Monarch (Lay Your Jewelled Head Down). Il disco è stato prodotto da Dan Kurtz (poi Dragonette).

### Let It Die

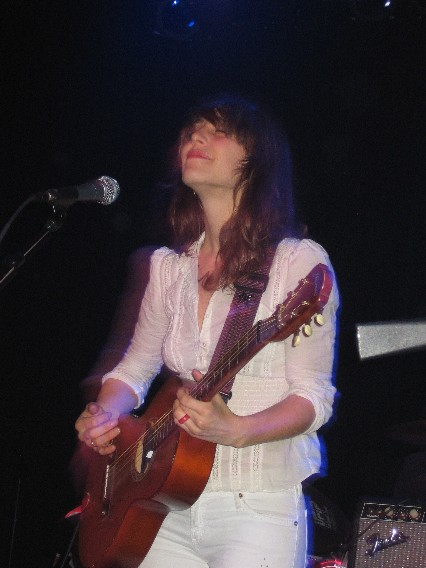
Feist dal vivo al Showbox di Seattle nel novembre 2005

Nell'estate 2001 Feist autoproduce in casa sua sette canzoni che intitola globalmente The Red demos, mai state pubblicate nel circuito commerciale. Inoltre lavora per circa due anni in Europa con Gonzales. Nello stesso periodo prende parte al gruppo Broken Social Scene, con cui registra You Forgot It in People (pubblicato nell'ottobre 2002).
Dopo i tour con i Broken Social Scene e con Gonzales, riprende in mano le The Red demos e le aggiorna e migliora. Il risultato viene diffuso attraverso l'album Let It Die, il primo per una major (la Polydor), pubblicato nel maggio 2004. Questo disco include anche alcune cover e permette a Feist di farsi apprezzare come una delle più promettenti cantautrici del panorama indie, grazie al riconoscimento che le fornisce il pubblico ed al suo stile, influenzato dai ritmi della bossa nova e del jazz.
Dopo le registrazioni di Let It Die, Feist si sposta a Parigi e collabora con il duo norvegese dei Kings of Convenience, co-scrivendo e cantando nel loro album Riot on an Empty Street, secondo album del duo. In particolare interpreta Know-How e The Build-up. Inoltre duetta con Jane Birkin nel brano The Simple Story inserito nell'album Rendezvous.
Nel periodo 2004-2006 intraprende un tour che tocca Nord America, Europa, Asia ed Australia per promuovere Let It Die. Inoltre si aggiudica due Juno Award per le categorie "Rivelazione dell'anno" e "Miglior album alternative rock" (2004). Il video di One Evening, a cui partecipa Buck 65, risulta in nomination nella categoria "Video dell'anno".
La traccia Mushaboom viene utilizzata come colonna sonora di uno spot televisivo per un profumo maschile di Lacoste, nonché nel film (500) giorni insieme (2009). Un album di remix e collaborazioni intitolato Open Season è stato pubblicato il 18 aprile 2006 in Canada. Inoltre Feist dà la voce a due tracce inserite nella colonna sonora del film Paris, je t'aime (2006). Sempre nel 2006, la Feist ha collaborato con altri autori, tra cui Norah Jones, alla colonna sonora del film L'amore giovane di Ethan Hawke, in cui ha interpretato la melodia di Somewhere Down the Road.

### The Reminder
Nei primi mesi del 2006 Feist lavora con Gonzales, Mocky, Jamie Lidell, Renaud Letang, Bryden Baird, Jesse Baird, Julian Brown (Apostle of Hustle) e Afie Jurvanen.
Il terzo album solista di Feist, The Reminder, viene pubblicato nell'aprile 2007 in Europa ed il 1º maggio dello stesso anno in Canada, Stati Uniti e resto del mondo. L'album include la canzone 1234 (pubblicata nel settembre 2007), scritta insieme alla cantautrice australiana Sally Seltmann ed utilizzata anche in uno spot per l'iPod nano, il che darà a Feist ulteriore successo. L'album The Reminder, infatti, vende oltre un milione di copie negli Stati Uniti e viene perciò certificato disco d'oro. Il singolo 1234 (#8 nella Official Singles Chart e #8 nella Billboard Hot 100) è stato in nomination ai Grammy nelle categorie "Best Female Pop Vocal Performance" e "Best Short Form Music Video", mentre Feist a sua volta è stata in nomination nelle categorie "Best New Artist" e "Best Pop Vocal Album". Feist ha vinto nel 2008 due Juno Award come "Singolo dell'anno" (1234) e "Album dell'anno".
Molti dei videoclip dei singoli estratti sono diretti da Patrick Daughters, mentre le coreografie sono curate da Noemie Lafrance. Al video di Honey, Honey ha collaborato la The Old Trout Puppet Workshop. I Feel It All è stata inserita nella sitcom britannica The Inbetweeners e nei film Un marito di troppo e The Women (2008).

### Il film e poiMetals

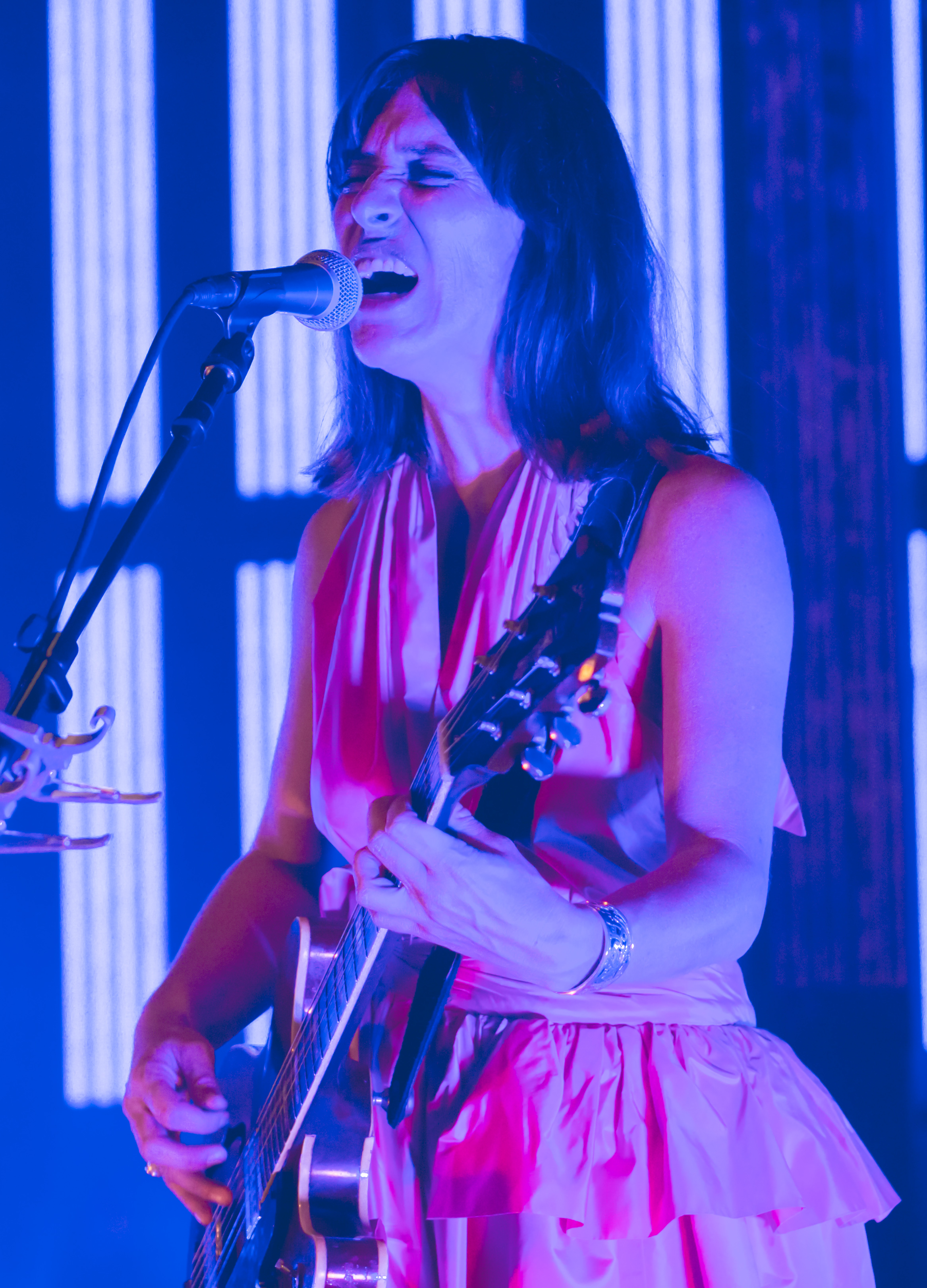
Feist allo Shepherd's Bush Empire nel luglio 2017

Nel 2007 partecipa al video di Bob Wiseman Who I Am e suona per lui la batteria in quello di You Don't Love Me. Inoltre nel mese di novembre è fotografata da Annie Leibovitz per Vanity Fair. Partecipa al progetto di Stephen Colbert che fa riferimento a A Colbert Christmas: The Greatest Gift of All!
Nel marzo 2009 annuncia la sua collaborazione con i Wilco, che avviene nel brano You and I inserito nell'album Wilco. Collabora anche con i Grizzly Bear nella canzone Service Bell, realizzata per beneficenza per la Red Hot Organization. La canzone appare nell'album Dark Was the Night. Inoltre lavora con Ben Gibbard per una cover di Train Song di Vashti Bunyan inserita nello stesso disco.
Nel giugno 2009 ritorna con i Broken Social Scene per promuovere la biografia del gruppo, intitolata This Book Is Broken. Si esibisce col gruppo a Toronto in un concerto che verrà registrato da regista Bruce Macdonald e pubblicato come This Movie Is Broken. Sempre con i Broken Social Scene canta nell'album Forgiveness Rock Record. Lavora quindi con Beck, Wilco, Jamie Lidell e James Gadson a Los Angeles realizzando una cover di Oar di Skip Spence, che fa parte del progetto di Beck chiamato Record Club (novembre 2009). Inoltre, contribuisce al secondo album del cantautore canadese Doug Paisley (Constant Companion, pubblicato nell'ottobre 2010). La canzone di Feist Limit to Your Love (tratta da The Reminder) viene reinterpretata da James Blake e pubblicata dal musicista inglese come singolo di lancio del suo album omonimo di debutto (2011).
Nel luglio 2011 Feist, insieme a Colin Greenwood (Radiohead), Nicolas Godin (AIR), The Hotrats e Soap&Skin, canta Femme Fatale dei Velvet Underground con Nico durante un concerto a Parigi.
Nel settembre 2010 Feist annuncia attraverso il suo sito la pubblicazione di un film-documentario riguardo al processo di creazione dell'album The Reminder, chiamato Look at What the Light Did Now. Il film è diretto dal canadese Antony Seck ed è realizzato nel formato Super 8 mm. È stato pubblicato in DVD nel dicembre 2010 ed include anche interviste, esibizioni (tra cui una chiamata This One Jam) e due versioni del brano omonimo (Look at What the Light Did Now), una delle quali realizzata con Kyle Field.
Il 20 settembre 2011 Feist pubblica il suo album Metals. Collaborano all'album il produttore islandese Valgeir Sigurðsson, Chilly Gonzales e Mochy. Metals ha debuttato al 7º posto della Billboard 200.
Nel 2011 è con un cameo nel film The Muppets. Nel 2012 Feist realizza una cover del gruppo metal Mastodon, che a sua volta reinterpreta Feist. Il risultato è uno split 7". Inoltre l'artista canadese pubblica un video interattivo per A Commotion. Nel 2012 scrive il brano Fire in the Water per il film The Twilight Saga: Breaking Dawn - Part 2. Inoltre il suo brano The Water viene interpretato dal violinista jazz Zach Broch, nell'album Almost Never Was.
Nel 2012 Metals viene premiato come "album dell'anno" al Polaris Music Prize.
Nel 2013 collabora con Timber Timbre nei brani Homage (album Arts & Craft: X) e Don't Give Up (dall'album I'll Scratch Yours).

### Il quinto album,Pleasure
Nell'aprile 2017, a quasi sei anni di distanza dal disco precedente, esce Pleasure, un disco di rottura con la classicità folk. Anticipato dal brano omonimo, Pleasure è un insieme di brani dalla forte impronta ritmica, attraversato da una sensualità primitiva e da momenti di moderna brutalità. Ospiti del disco: Colin Stetson, Jarvis Cocker (Pulp), Chilly Gonzales.

## Discografia

### Solista

#### Album in studio
- 1999 – Monarch (Lay Your Jewelled Head Down)
- 2004 – Let It Die
- 2007 – The Reminder
- 2011 – Metals
- 2017 – Pleasure
- 2023 – Multitudes

#### Album di remix
- 2006 – Open Season

#### Singoli
- 2004 – Mushaboom
- 2004 – One Evening
- 2005 – Inside and Out
- 2006 – Secret Heart
- 2007 – My Moon My Man
- 2007 – 1234
- 2008 – I Feel It All
- 2008 – Sea Lion Woman
- 2008 – Honey, Honey
- 2011 – How Come You Never Go There
- 2011 – The Bad in Each Other
- 2011 – Bittersweet Melodies
- 2017 – Pleasure

## Videografia
- 2010 – Look at What the Light Did Now

## Filmografia parziale

### Attrice

#### Cinema
- The Water, regia di Kevin Drew - cortometraggio (2009)
- Ivory Tower, regia di Adam Traynor (2010)
- I Muppet, il ritorno (The Muppets), regia di James Bobin (2011)
- The Adventures of Spaghetti Cowboy, regia di Chris Cunningham - cortometraggio (2013)
- The Mortal Decree, regia di Henri Fabergé - cortometraggio (2021)

#### Televisione
- Jann - serie TV, episodio 1x01 (2019)

### Doppiatrice
- C'mon C'mon, regia di Mike Mills (2021)

### Regista

#### Videoclip
- Feist In Lightning, regia di Leslie Feist (2023)
- Feist Borrow Trouble, regia di Leslie Feist (2023)

## Riconoscimenti
- Juno Award
  - 2003 - Alternative Album of the Year per You Forgot It in People (con i Broken Social Scene)
  - 2005 - Album alternativo dell'anno per Let It Die
  - 2005 - Artista dell'anno
- Polaris Music Prize
  - 2012 - Album dell'anno per Metals
- Shortlist Music Prize
  - 2007 - Shortlist Music Prize per The Reminder
- UK Music Video Awards
  - 2012 - Best Cinematography in a Video in Association with Panalux per The Bad in Each Other